# August Friedrich Wilhelm Crome
Pour les articles homonymes, voir Crome.
August Friedrich Wilhelm Crome, né le 8 juin 1753 à Sengwarden dans la seigneurie de Kniphausen et mort le 11 juin 1833 à Rödelheim, est un économiste et statisticien allemand.

## Biographie
Professeur de caméralisme à l’université de Giessen, Crome est connu notamment pour sa carte de l’Europe dressée en 1782, qui est considérée par certains comme la première carte économique et thématique imprimée connue.

## Publications partielles
- (de) Von dem Verhältnisse des Erziehers zu seinen Zöglingen und deren Eltern, 1779
- (de) Europens Produkte. Zum Gebrauch der neuen Produkten-Karte von Europa, 1782
- (de) Etwas über die Größe, Volksmenge, Klima und Fruchtbarkeit des Nord-Amerikanischen Frei-Staats, 1783
- (de) Handbuch für Kaufleute, 1784, mehrere Auflagen
- (de) Über die Größe und Bevölkerung der sämtlichen europäischen Staaten, 1785
- (de) Wahlkapitulation Leopold des Zweiten, 1791
- (de) Ueber die Kulturverhältnisse der europäischen Staaten, 1792
- (de) Die Wahlcapitulation des römischen Kaisers, Leopold des Zweiten und Franz des Zweiten, 1794
- (de) Die Staatsverwaltung Von Toskana unter Der Regierung Seiner Königlichen Majestät Leopold II., 1795/1797
- (de) Germanien. Eine Zeitschrift für Staatsrecht, Politik und Statistik von Deutschland, 1808 - 1811
- (de) Deutschlands Crise und Rettung im April und May 1813, 1813
- (de) Deutschlands und Europens Staats- und National-Interesse, 1817
- (de) Allgemeine Uebersicht der Staatskräfte von den sämmtlichen europäischen Reichen und Ländern, 1818
- (de) Geographisch-statistische Darstellung der Staatskräfte von den sämmtlichen, zum deutschen Staatenbunde gehörigen Ländern, 1820
- (de) Handbuch der Statistik des Groherzogthums Hessen, 1822
- (de) Selbstbiographie. Ein Beitrag zu den gelehrten und politischen Memoiren des vorigen und gegenwärtigen Jahrhunderts, 1833

## Cartographie

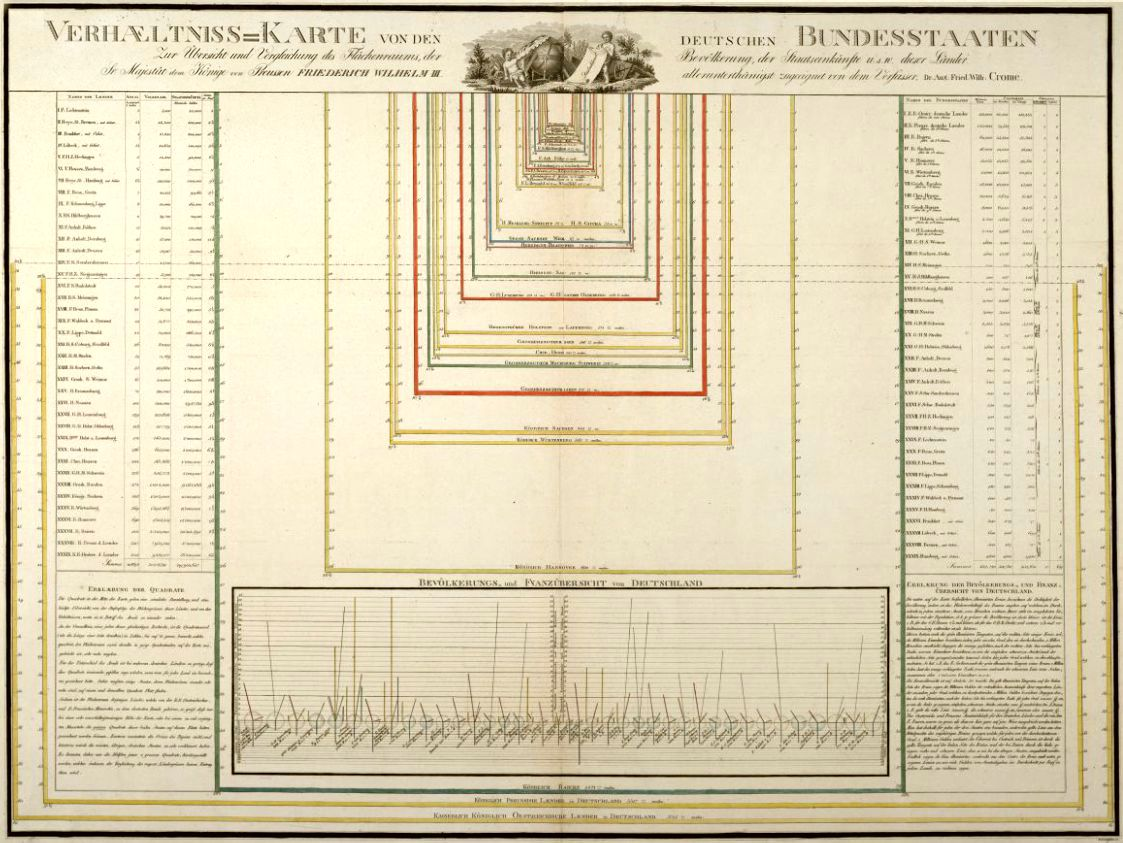
Verhältniskarte deutscher Bundesstaaten 1820.

- Verhältniss=Karte von Europa zur Übersicht und Vergleichung des Flächenraums, der Bevölkerung, so wie der übrigen Staatskräfte der sämtlichen, europäischen Staaten, 1792[?] (Digitalisat ULB Darmstadt)
- Verhaeltniss=Karte von den deutschen Bundesstaaten. Zur Übersicht und Vergleichung des Flächenraums, der Bevölkerung, der Staatseinkünfte u.s.w. dieser Länder …, 1820